# Eldhs Wennerberg-staty

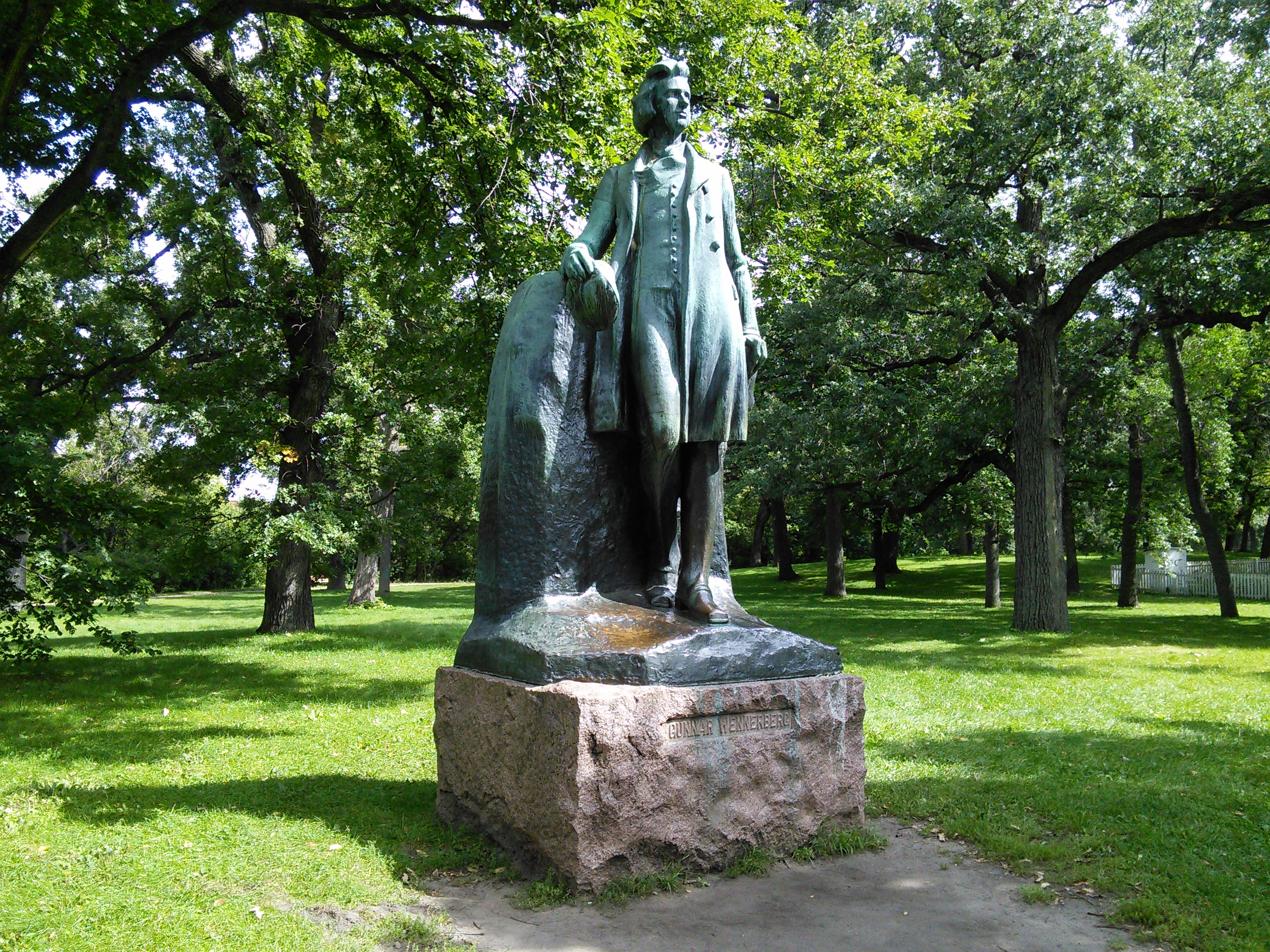
Wennerberg-staty i Minnehaha-parken i Minneapolis, Minnesota, 2016.

Eldhs Wennerberg-staty är en monumentalbrons visande skalden Gunnar Wennerberg som skapades av skulptören Carl Eldh. Originalet står sedan 1915 i Minneapolis och en kopia donerades 1916 av grosshandlaren John Josephson till Kungliga Djurgårdsförvaltningen i Stockholm. Ofta uppges felaktigt att statyn i Minneapolis är en kopia.

## Statyn i Minneapolis
- Koordinater: 44°54′52.01″N 93°12′35.8″V / 44.9144472°N 93.209944°V

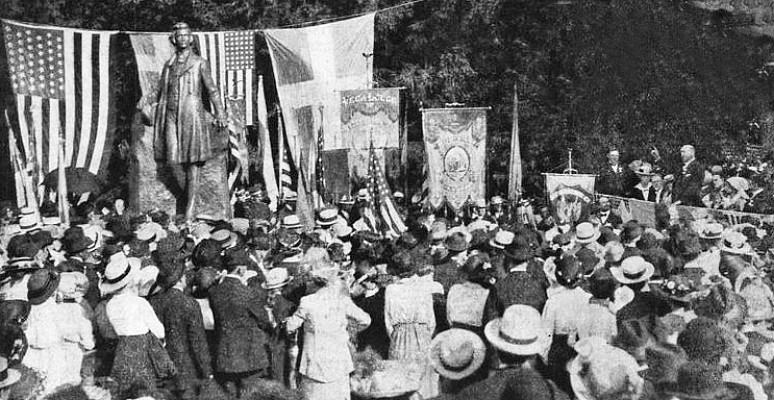
Avtäckning av Wennerberg-statyn i Minnehaha-parken, 24 juni 1915.

Den ursprungliga Gunnar Wennerberg-statyn var avsedd att resas i Uppsala. Bakgrunden var en tävling mellan skulptörerna Carl Eldh och Theodor Lundberg, utlyst av Uppsala studentkår 1909. Eldhs förslag ratades av priskommittén medan Lundberg blev vinnare. Lundberg fick uppdraget trots protester och hans staty restes sedan 1911 på Slottsbacken i Uppsala. 
Carl Eldhs förslag kom ändå att förverkligas, dock i svenskbygden Minnesota, USA. Wennerberg Memorial Association beställde statyn hos Eldh på våren 1914 och skänkte den sedan till staden Minneapolis. Bakom Wennerberg Memorial Association stod ett stort antal svensk-amerikanare som bidragsgivare vilka möjliggjorde förvärvet. 
I april 1915 stod Wennerberg-statyn färdig på Bergmans konstgjuteri i Stockholm för transport till Minneapolis och på midsommardagen den 24 juni 1915 avtäcktes den under festliga former i Minnehaha-parken i Minneapolis. På en bronsplatta på postamentets baksida bär statyn inskriptionen: ”GUNNAR WENNERBERG Swedish poet, composer, educator and statesman 1817-1901” samt de första raderna ur O Gud, som styrer folkens öden på svenska och engelska.

## Statyn i Stockholm
- Koordinater: 59°19′49.38″N 18°05′47.39″Ö / 59.3303833°N 18.0964972°Ö

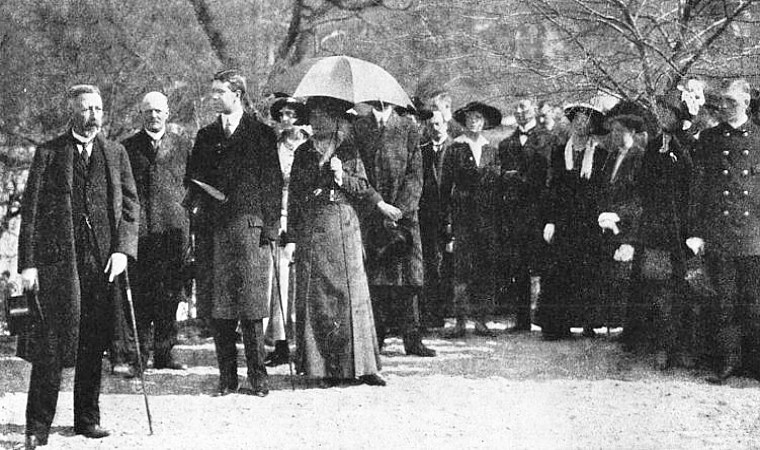
Avtäckning av Wennerberg-staty på Kaptensudden 30 april 1916.

Ytterligare en avgjutning av Elds Wennerberg-staty tillverkades på Bergmans konstgjuteri 1915 och bekostades av grosshandlaren John Josephson som skänkte den till Kungliga Djurgårdsförvaltningen.  Verket avtäcktes söndagen den 30 april 1916 på Kaptensudden vid Djurgårdsbrunnsviken på Södra Djurgården. Kaptensudden var dessförinnan bebyggd med Pontinska villan och Rundmålningsbyggnaden, båda revs 1896 respektive 1906 och udden gestaltades därefter som park av Djurgårdsförvaltningen.
Avtäckelseceremonin bevittnades av ett stort antal kända personer och flera kungligheter, bland dem kronprinsessparet (Gustaf VI Adolf och Margareta av Storbritannien och Irland), däremot var upphovsmannen, Carl Eldh, inte närvarande. På Djurgårdsbrunnsviken samlades båtar med nyfikna och en manskör sjöng Wennerbergs: Hör oss, Svea. Historikern Ivar Simonsson understök i sitt anförande Wennerbergs stora betydelse som studentskald.
Prins Eugen höll därefter ett kort tal och sade bland annat: ”I tacksam känsla till denna bilds såväl skapare som donator glädjas vi alla öfver att också hufvudstaden fått en Wennerberg-staty och bjuder jag nu täckelset falla för bilden af en af Sveriges frejdade söner den sanne fosterlandsvännen, tondiktaren, skalden. ungdomens sångare, Gunnar Wennerberg.” Sedan avlägsnades den täckande duken av konstgjutaren Herman Bergman. Efter ännu några Wennerbergssånger avslutades invigningen. Under eftermiddagens lopp defilerade så tusenden af vandrare förbi statyen beundrande dess skönhet, som tidskriften Hvar 8 Dag rapporterade.

### Bilder, statyn på Djurgården

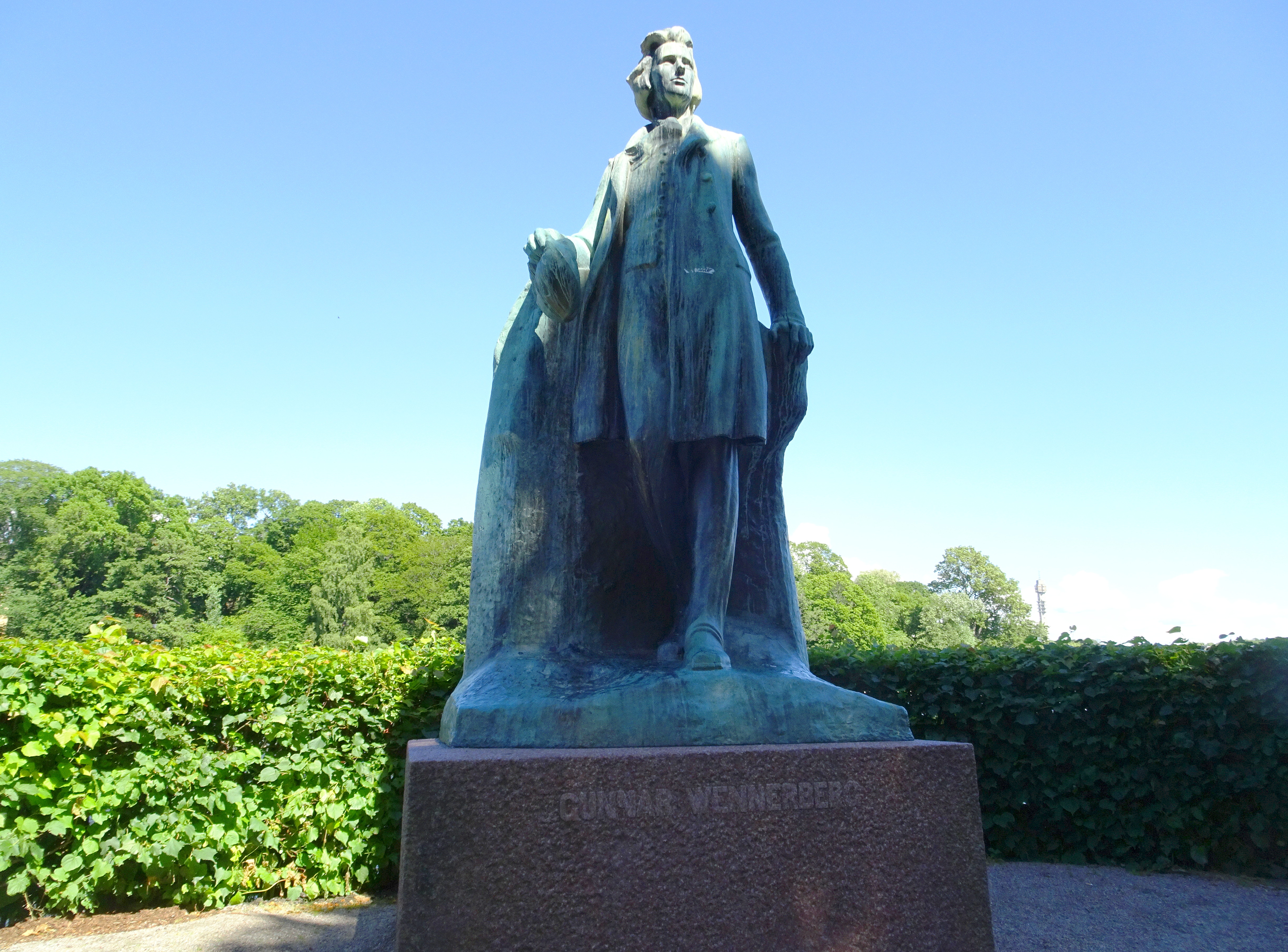
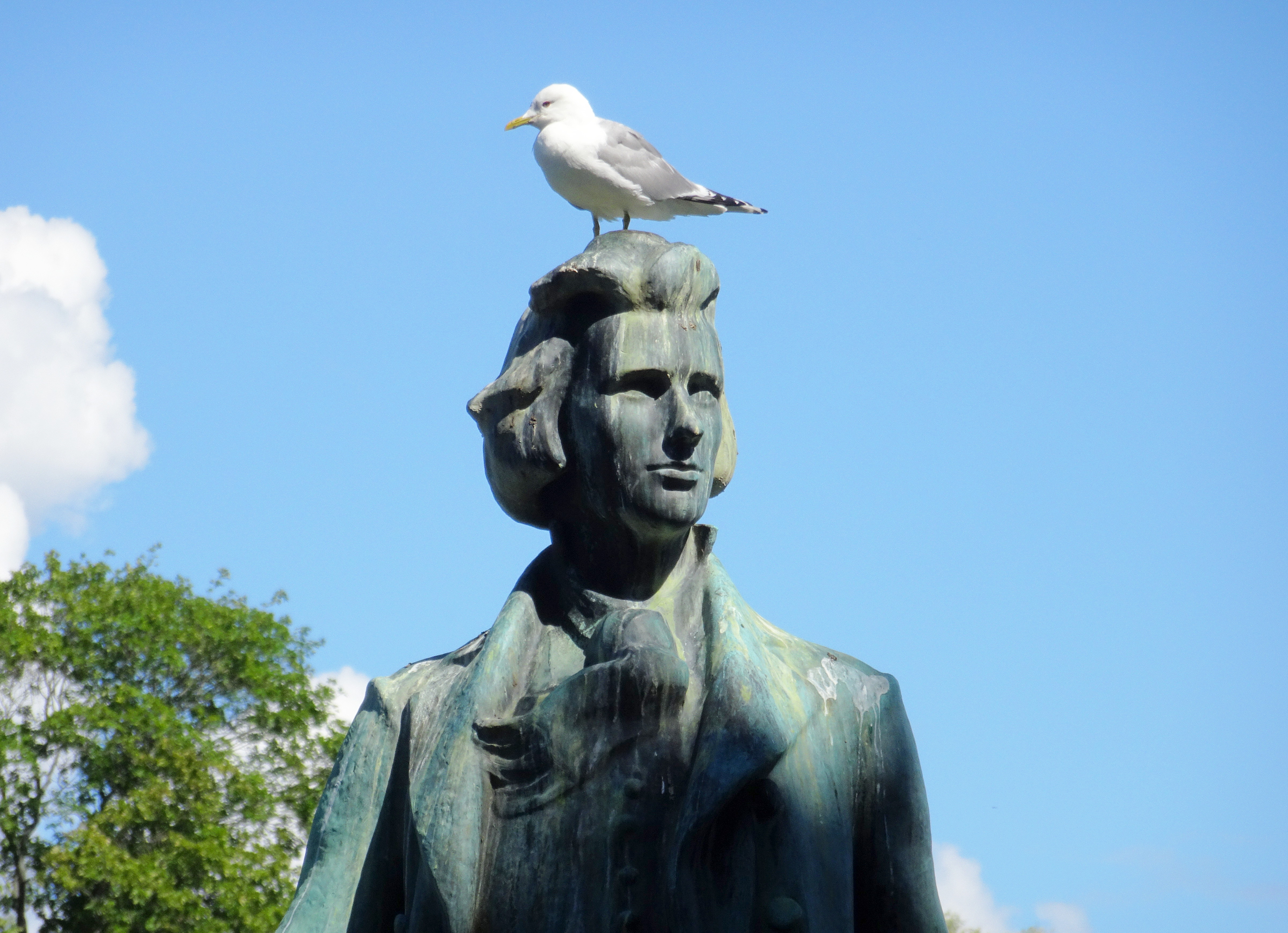
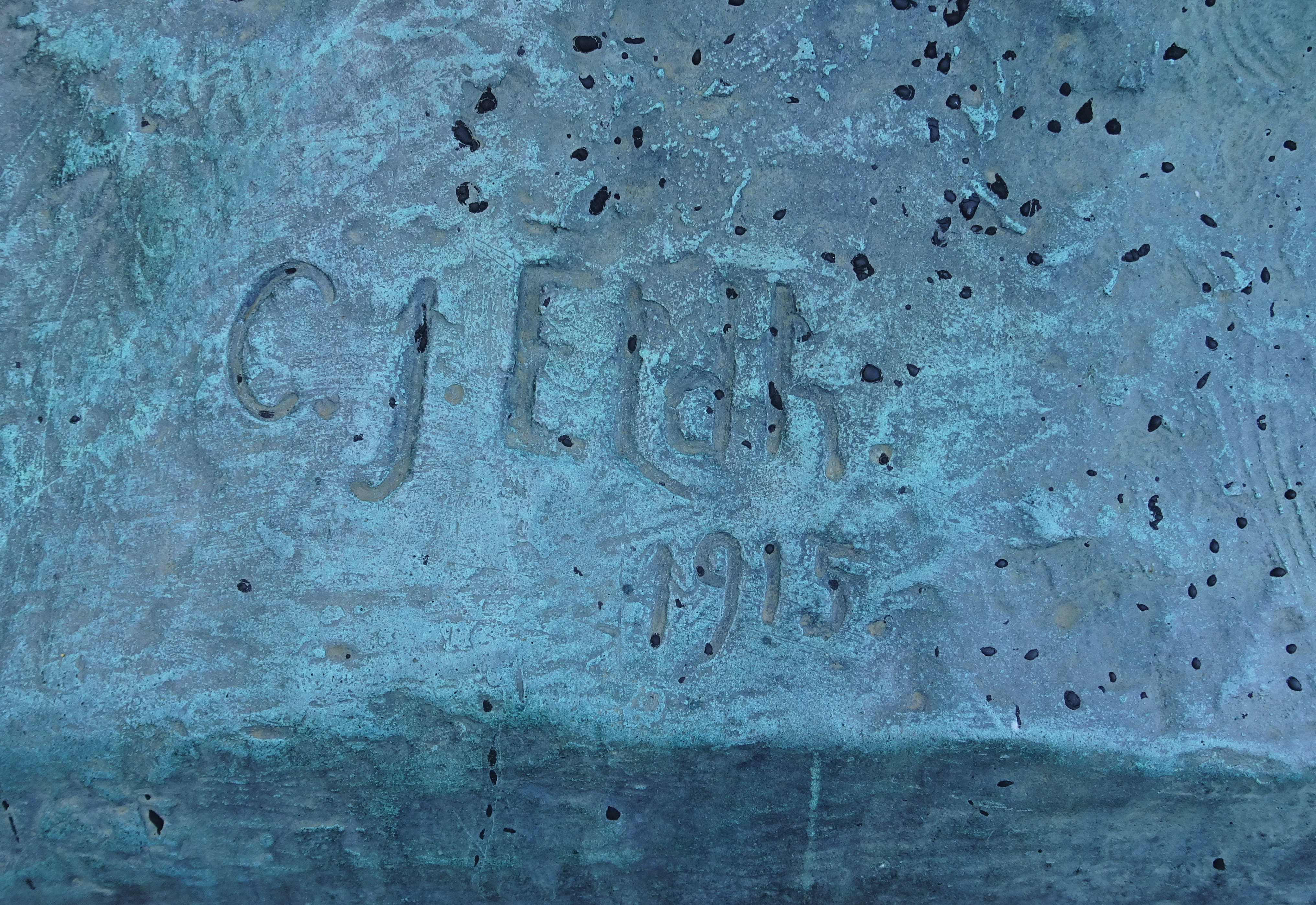
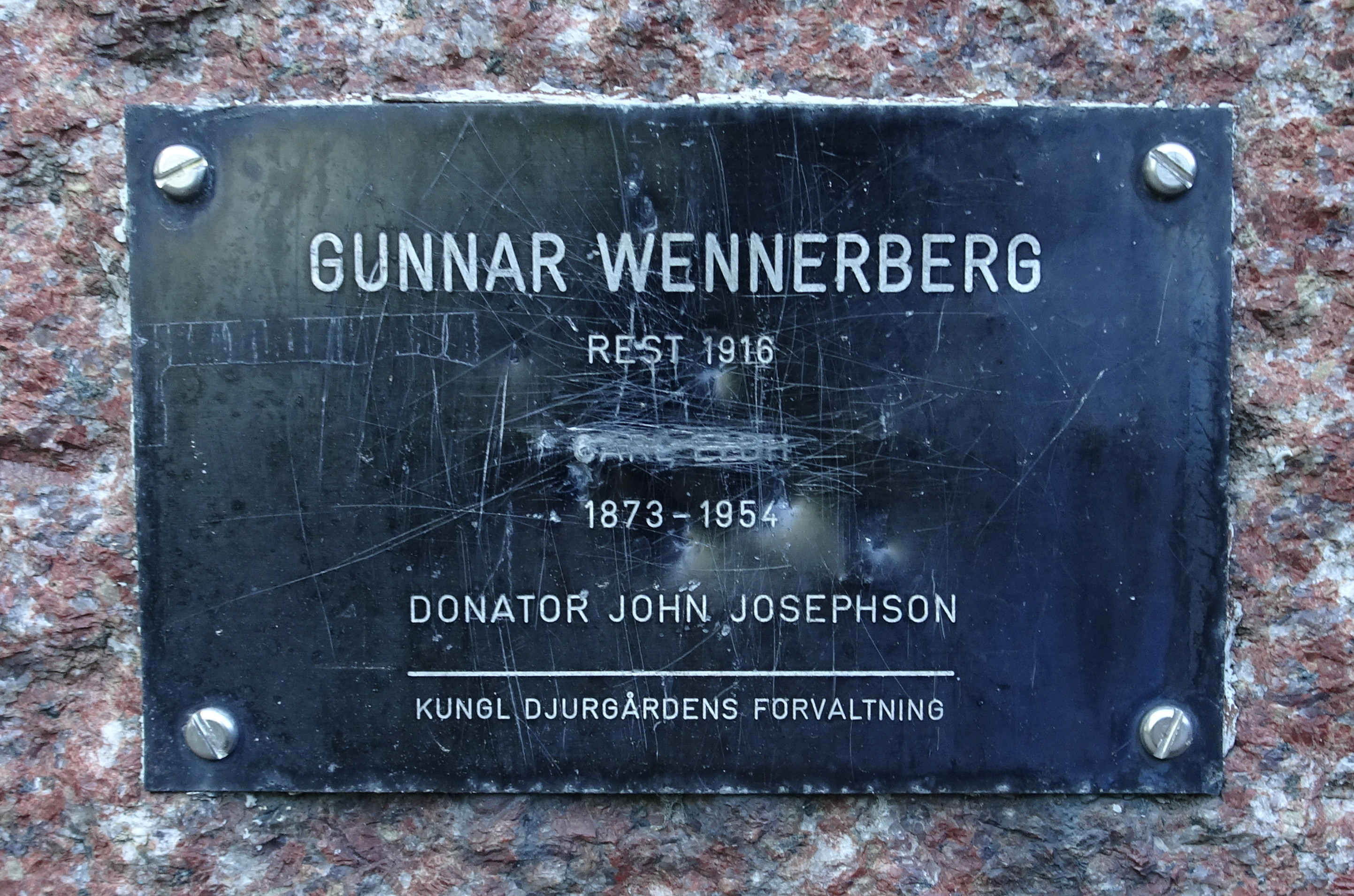